# Ctenomaeus senex
Ctenomaeus senex là một loài bọ cánh cứng trong họ Cerambycidae.